# USS LST-624
O USS LST-624 foi um navio de guerra norte-americano da classe LST que operou durante a Segunda Guerra Mundial.